# Mark Hollmann
Mark Hollmann (Belleville, 1963) è un compositore e paroliere statunitense.

## Biografia
Nato e cresciuto in Illinois, Mark Hollmann è noto soprattutto per aver scritto la colonna sonora e i testi del musical di Broadway Urinetown: The Musical, che gli è valso l'Obie Award e il Tony Award alla migliore colonna sonora originale.
Viva a Manhattan con la moglie Julian e i due figli Oliver e Tucker.